# Sebastian Vorster
Franz Sebastian Vorster, (Taufe 20. Januar 1666 in Diessenhofen; † 20. März 1733 – andere Quellen sprechen von 1738 – in Oberneuwilen) war ein Schweizer Arzt und Mitglied der Gelehrtenakademie „Leopoldina“.

## Leben
Franz Sebastian Vorster war ein Sohn von Melchior Vorster und dessen Ehefrau Anna Margaritha, geb. Truebin. Die Familie stammte auch aus dem Geschlecht zu Dießenhofen, aus dem mehrere berühmte Ärzte hervorgegangen waren. Er genoss in Schaffhausen Unterricht bei Johann Jakob Wepfer. Er war Respondent der Ruprecht-Karls-Universität Heidelberg, wo er 1688 unter Johann Conrad Brunner seine Dissertation verteidigte. Im Jahr 1690 erhielt er einen Ruf als Professor der Arzneikunde an die Universität Freiburg im Breisgau. 1692 wurde er Leibarzt des Fürsten zu Kempten Rupert von Bodman, 1697 Leibarzt des Bischofs zu Eichstätt und 1704 Leibarzt des Kurfürsten von Mainz Lothar Franz von Schönborn. 1717 wurde er von Kaiser Karl VI. in den Adelsstand erhoben und ein Jahr später, 1718, zum Reichsritter geschlagen.
Franz Sebastian Vorster hatte vier Söhne. Sein Sohn Johann Werner (1706–1770) stand in kaiserlichen Diensten. Carl, Freiherr von Forster, wurde kurmainzischer Hofrath.
Am 26. Oktober 1704 wurde Sebastian Vorster mit dem akademischen Beinamen Charikles I. zum Mitglied (Matrikel-Nr. 256) der Leopoldina gewählt.

## Werke
- Dissertation (Vorsitz Johann Conrad Brunner): Exercitatio Anatomica De Glandula Pituitaria loco Disputationis. Die [...] Maii, Anno MDCLXXXVIII. Bergmannus, Heidelberg 1688, 14:053822H im VD 17. Digitalisat
- Experimenta de pleuro peri pneumonia epidemica cum polypo cordis. Basel 1689, 23:276875N im VD 17. Digitalisat